# John Wesley

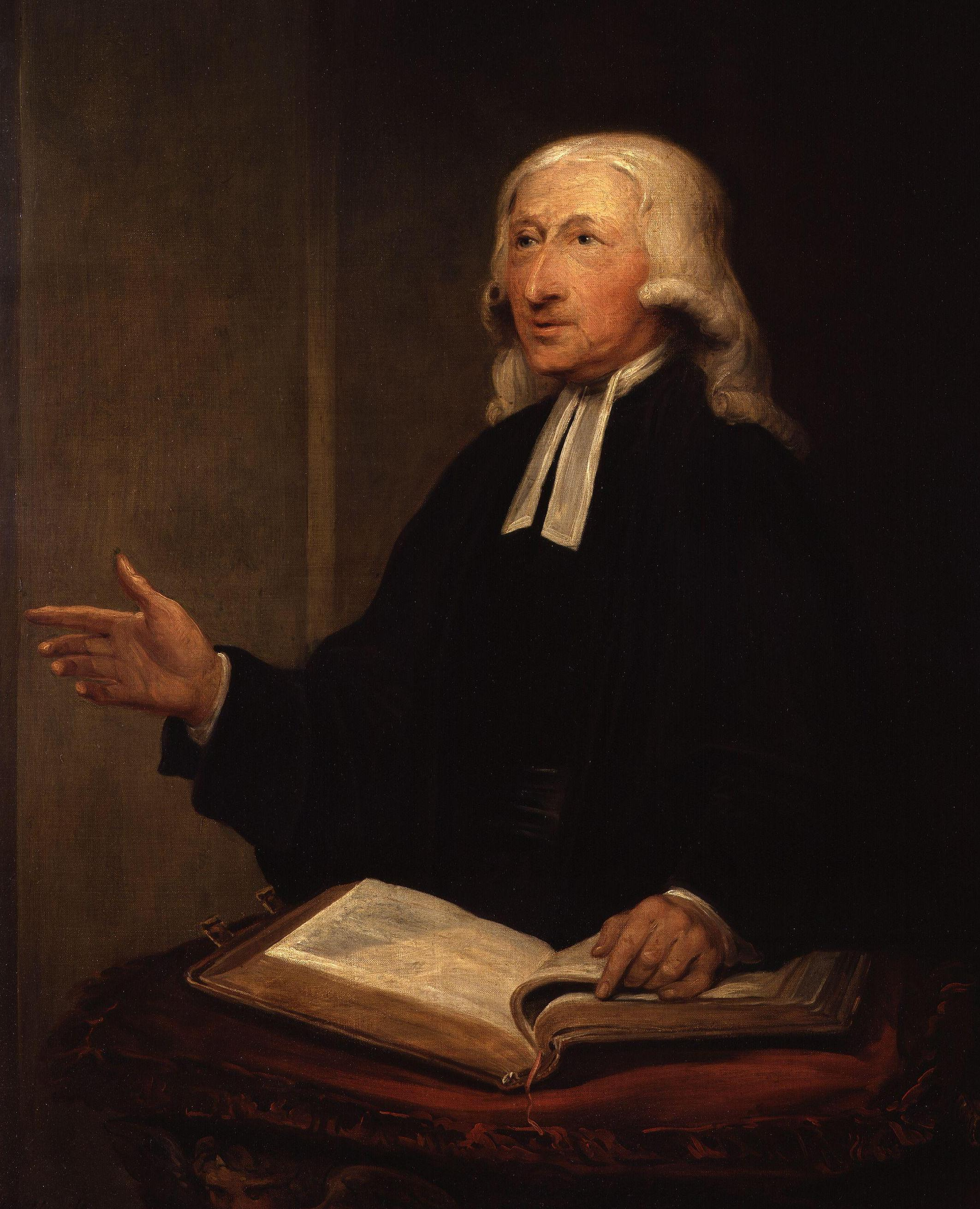
John Wesley

John Benjamin Wesley (Epworth (Engeland), 17 juni 1703 – Londen, 2 maart 1791) was een Brits theoloog en predikant. Hij is de grondlegger van het methodisme. Wesley werd bekend vanwege zijn opwekkingsbijeenkomsten.

## Jeugd
John Wesley is een zoon van Samuel Wesley en Susanna Annesly. Zijn vader was afgestudeerd aan de Universiteit van Oxford en op dat moment predikant van de Church of England. John Wesley was hun vijftiende kind. Toen hij 5 jaar oud was, werd hij gered uit de brandende pastorie te Epworth. Dit maakte een diepe indruk op hem. Hij beschouwde zichzelf daardoor als door de voorzienigheid apart gezet.
De ouders Wesley gaven hun kinderen zelf les in de pastorie. Elk kind leerde lezen zodra het kon lopen en praten. In 1714 werd John toegelaten tot een kostschool, genaamd Charterhouse School, in Londen. Hij leefde en studeerde daar op de wijze zoals hem thuis geleerd was.
Na Charterhouse studeerde Wesley aan de Universiteit van Oxford. Samen met onder anderen zijn broer Charles en George Whitefield vormde hij de zogeheten Holy Club. Samen bestudeerden zij dagelijks drie uur het Nieuwe Testament en vastten twee dagen per week. Ook bezochten zij gevangenen en hielpen armen. In 1728 werd Wesley gewijd als priester van de Anglicaanse kerk. Hij ging toen ook lesgeven aan Lincoln College aan de Universiteit van Oxford.

## Periode in de Verenigde Staten
Op 14 oktober 1735 reisde Wesley samen met zijn broer Charles naar Savannah, Georgia. Dit was een nieuw gevormde Engelse kolonie en aan Wesley was gevraagd om als predikant te werken in dit nieuwe gebied. Onderweg kwamen zij in aanraking met zendelingen van de Evangelische Broedergemeente. Wesley raakte onder de indruk van hun diepe geloof en raakte geïnteresseerd in het piëtisme. Dit kwam onder andere omdat tijdens een grote storm iedereen in paniek raakte, maar deze hernhutters kalm psalmen en liedereen aan het zingen waren. In Savannah probeerde hij ook te werken onder Indianen, maar was hier niet succesvol in. Hij had romantisch contact met Sophy Hopkey, een vrouw die hij op de bootreis over de Atlantische Oceaan had ontmoet. Op advies van een predikant van de Evangelische Broedergemeente brak hij met haar. Zij was hier boos over en haar latere man, William Williamson diende een aanklacht in tegen Wesley. Deze stond terecht, maar werd vrijgesproken. Wesley voelde zich bezoedeld door de hele situatie en besloot naar Engeland terug te keren. Williamson wilde dit voorkomen en probeerde een nieuwe aanklacht in te dienen zodat Wesley niet kon vertrekken. Williamson raakte echter zelf uitgeput en Wesley kon vertrekken. Zijn ervaringen in Georgia zorgden er wel voor dat hij de rest van zijn leven leed aan zelftwijfel.

## Contact met Evangelische Broedergemeente

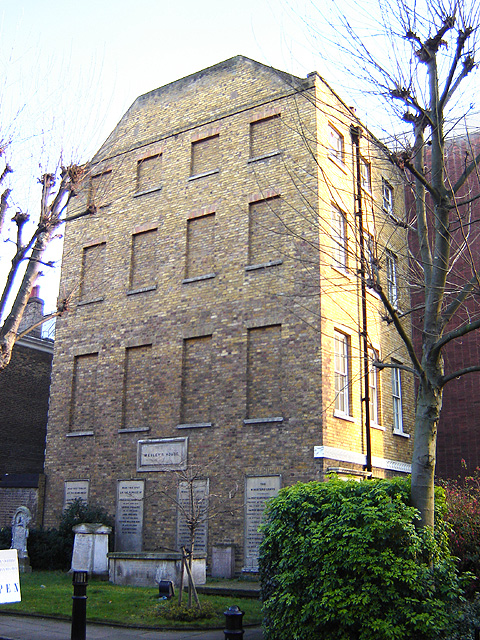
John Wesleys' huis aan City Road, Londen. (januari 2006)

Na zijn terugkeer in Engeland in 1738 bezocht Wesley een bijeenkomst van de hernhutters in Londen. Daar hoorde hij voorlezen uit de introductie van het commentaar van Luther over de Romeinen-brief. Hij schreef toen de later beroemd geworden woorden: 'Ik voelde mijn hart vreemd verwarmd'. Een week eerder was hij al sterk onder de indruk geraakt van een preek van John Heylyn. Deze sprak over geveinsd en hypocriet berouw. Na deze preek verklaarde Wesley dat hij twintig jaar lang een hypocriet was geweest. Dit moment zou een keerpunt in zijn leven worden; hierna legde hij in zijn preken sterk de nadruk op de doctrine van persoonlijke redding door geloof en de bevestiging door de Heilige Geest dat men inderdaad een kind van God is.

## Ontstaan Methodistenkerk
In datzelfde jaar bezocht hij ook Herrnhut in Duitsland. Terug in Engeland lieten veel kerken hem niet meer spreken, omdat hij zo nadrukkelijk zijn verwantschap toonde met het Evangelisch Broederschap. Zijn vriend George Whitefield was teruggekeerd uit Engeland en ook niet meer welkom in zijn kerk in Bristol. Whitefield begon met het beleggen van openluchtsamenkomsten. Wesley aarzelde om dit ook te doen, maar gaf toe nadat hij door Whitefield uitgenodigd was om in april 1739 te spreken op een openluchtsamenkomst bij Bristol. Hij zag dat velen – vooral mensen die anders niet snel de kerk bezochten – tot geloof in Christus kwamen.
Later dat jaar brak hij met het Evangelisch Broederschap, vanwege een theologisch verschil van mening. Samen met zijn volgelingen startte hij een kerkgenootschap dat bekend zou komen te staan als de methodisten. Overal waar Wesley en zijn vrienden-predikers samenkomsten hielden, ontstonden lokale methodistenkerken. Op lokaal niveau werden lekenpredikers aangesteld, zowel mannen als vrouwen. Deze nieuwe kerken konden op veel tegenstand rekenen van de Anglicaanse Kerk, omdat zijn geen toestemming hadden gekregen om eigen kerken te beginnen. De methodisten werden in preken, geschriften en soms fysiek aangevallen. Bij Wesley groeide de weerstand tegen de gevestigde orthodoxie. Hij geloofde dat dé kerk faalde in de opdracht om zondaren tot bekering aan te zetten, en dat veel leidinggevenden corrupt waren.

## Verhouding tot de Church of England
Naarmate hij langer actief was als prediker groeide de kloof tussen Wesley en de Church of England. Van deze kerk was hij nog steeds lid, ondanks pogingen van zijn broer Charles en anderen om hem ertoe aan te zetten deze kerk te verlaten. Hij geloofde dat de Church of England ondanks al haar fouten dichter bij de Schrift stond dan welke andere kerk ook in Europa. Hij zou altijd lekenpredikers benoemen en zelf ook blijven preken, maar diende niet het avondmaal of de doop toe aan leden van de methodistenkerk. Dit wilde hij niet doen zonder toestemming van een bisschop die in de lijn van apostolische successie stond. In 1746 nam hij afstand van het idee van apostolische successie. Hij zou overigens voor lange tijd nog steeds niet de sacramenten toedienen aan christenen van buiten de Anglicaanse kerk.
In 1784 wijdde Wesley toch predikers uit Schotland, Engeland en de Verenigde Staten en gaf hen toestemming om de sacramenten te bedienen. Hij geloofde dat hij lang genoeg gewacht had op de bisschop van Londen om een priester te benoemen voor de Amerikaanse methodisten. Vanwege de Amerikaanse Onafhankelijkheidsoorlog waren zij los geraakt van de Church of England. Wesley wijdde Thomas Coke als hoofd van de Amerikaanse methodisten. Zijn broer
Charles smeekte Wesley om met zijn acties te stoppen om niet 'brug te breken' tussen de Amerikaanse en Engelse methodisten. John reageerde daarop door te zeggen dat hij niet van de kerk wilde scheiden, maar dat hij zoveel zielen wilde redden als maar mogelijk was in zijn leven, zonder daarbij rekening te houden met 'wat zou kunnen zijn als ik dood ben'. Hoewel hij blij was dat de methodisten in Amerika vrij waren, adviseerde hij zijn Engelse volgelingen om binnen de Church of England te blijven. Wesley zelf zou ook binnen deze kerk sterven.

## Huwelijk en overlijden

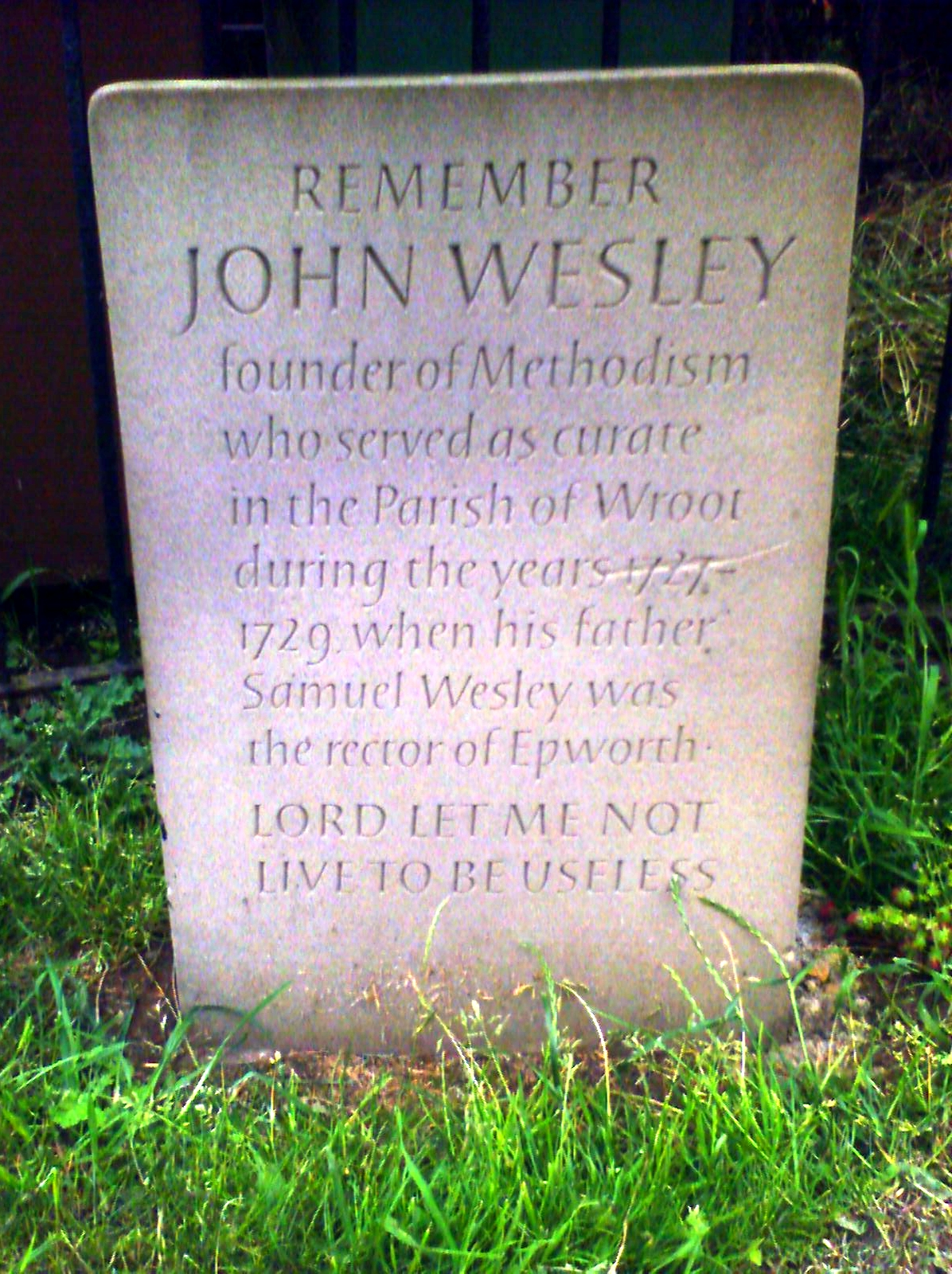
"Remembering John Wesley", Herdenkingssteen voor Wesley bij Epworth

Wesley trouwde op zijn achtenveertigste met de weduwe Mary Vazeille. Het was geen gelukkig huwelijk. Vijftien jaar later zou Vazeille overlijden.
Wesley zelf overleed in 1791 op de leeftijd van 88 jaar. Terwijl bij zijn sterfbed zijn vrienden om hem heen stonden schreeuwde hij aan het einde uit: "het beste van alles is: God is met ons". Voordat hij stierf hief hij zijn handen op en riep deze woorden nogmaals uit. Wesley werd begraven in Londen.

## Theologie

### Arminianisme
De meest noemenswaardige controverses op theologische gebied ging over het calvinisme. Wesley ontwikkelde tijdens zijn studie een afkeer van Calvijns' doctrines van uitverkiezing en voorbestemming. Net als zijn vader was hij arminianist. Zijn vriend Whitefield hing wel Calvijns' gedachtegoed aan. In 1739 viel Wesley in een preek de leer van uitverkiezing aan. Whitefield vroeg hem deze niet te herhalen of te publiceren, want hij wilde geen twist. Wesley publiceerde zijn preek toch en daarom verbraken beide mannen hun vriendschap in 1741. Toch was deze vriendschap snel daarna weer hersteld.
Bij de dood van Whitefield in 1770 schreef Wesley een In memoriam waarin hij de meningsverschillen tussen Whitefield en hemzelf onderkende. Hij schreef: "Wat dit betreft zouden we kunnen denken en laten denken. We kunnen ons erbij neerleggen dat we het niet met elkaar eens zijn." (In het Engels schreef Wesley "we may agree to disagree". Daarmee was hij de eerste die deze uitdrukking in een gedrukte publicatie gebruikte.)

### Wesleyan Quadrilateral

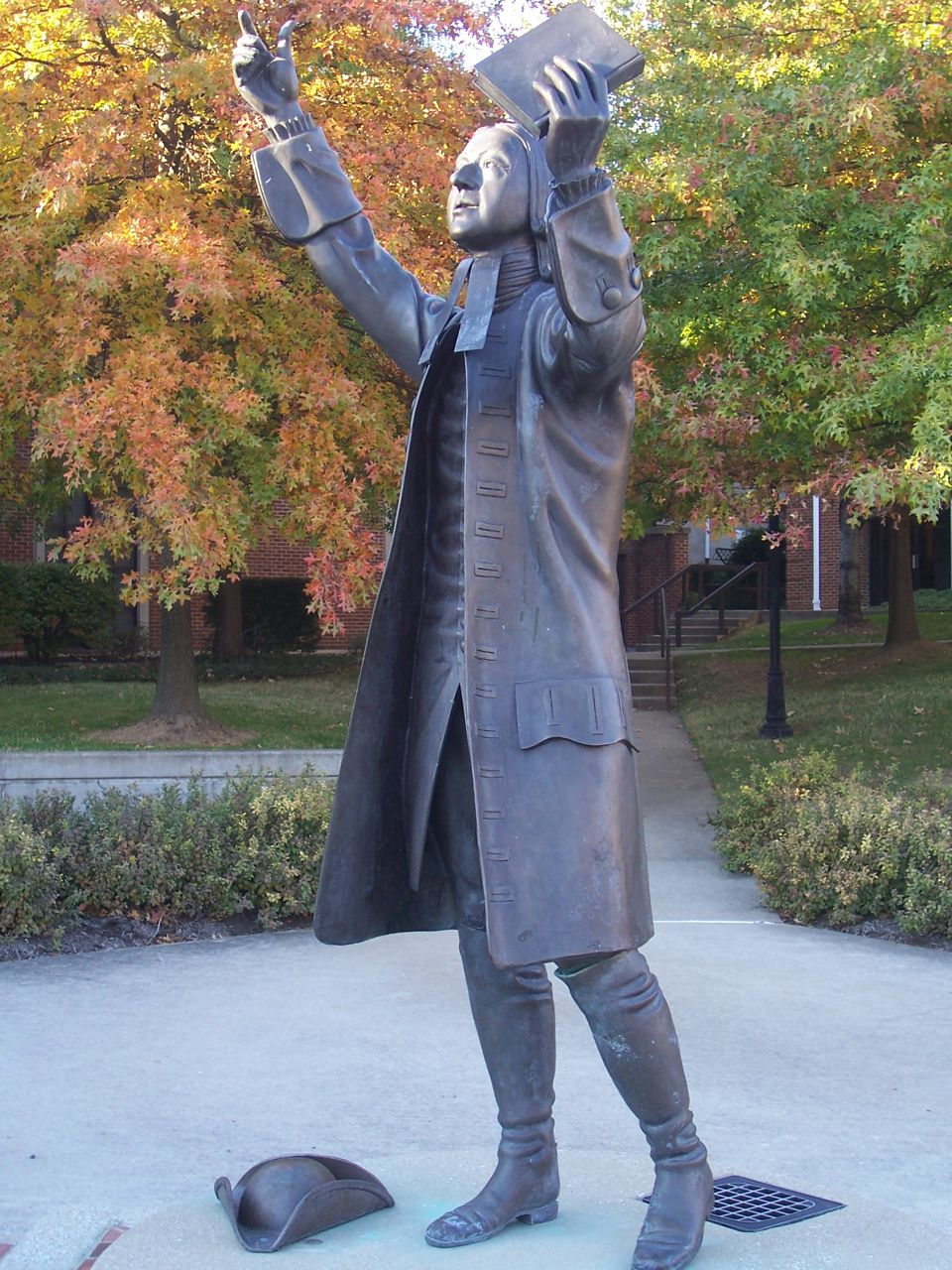
Standbeeld van Wesley bij Asbury Theological Seminary in Wilmore, Kentucky

De theoloog Albert Outler schreef in 1964 een boek over Wesley, waarin hij de ontwikkeling van diens theologie betitelt als de Wesleyan Quadrilateral. Bij deze methode maakt Wesley gebruik van vier bronnen van de theologie: de Schrift, de traditie, de rede en de ervaring. De kern van het Evangelie was geopenbaard in de Schrift en deze mocht als enige basis dienen voor theologische standpunten en het ontwikkelen van doctrines.

### Menselijke keuze
In zijn preken legde Wesley de nadruk op voorafgaande genade (“prevenient grace”, preveniente genade, goddelijke genade die aan een menselijke keuze voorafgaat); persoonlijke redding door geloof; het getuigenis van de Heilige Geest en heiliging. Dit laatste vond plaats vanaf het moment van bekering (en daardoor rechtvaardiging) tot het moment van de dood. Er was bij heiliging geen sprake van zondeloze perfectie, maar wel de wil en wens om niet meer te zondigen. De persoon zou niet meer zelfgericht zijn, maar vervuld zijn van het verlangen om God te behagen. In zijn leven hield Wesley meer dan veertigduizend preken. Vaak sprak hij twee- tot driemaal op een dag.

### Heiliging
De leer van Wesley over heiliging zou de basis vormen voor de latere heiligingsbeweging. Zijn leer, hoewel daar soms van afgeweken werd, zou doorwerken in kerkgenootschappen als de Kerk van de Nazarener, het Leger des Heils, de Wesleyan Church en de verschillende methodistenkerken. Later zou Wesley's leer ook zijn invloed doen gelden binnen de pinksterbeweging en de charismatische beweging.